# NGC 3655
NGC 3655 este o galaxie seyfert de tip 2⁠(d) situată în constelația Leul. A fost descoperită în 30 decembrie 1783 de către William Herschel. Se află la o distanță de 34,51 de megaparseci de Pământ.